# Tarnac
Tarnac (Tarnac en occità) és una comuna (municipi) de França, a la regió de la Nova Aquitània, departament de la Corresa.
La seva població al cens de 2007 era de 327 habitants.

## Demografia[1]
| 1968 | 1975 | 1982 | 1990 | 1999 |
| ---- | ---- | ---- | ---- | ---- |
| 546  | 506  | 472  | 403  | 356  |

## Administració
| Període   | Identitat              | Partit |
| --------- | ---------------------- | ------ |
| 1967-1992 | Louis Philippe Brondel | PCF    |
| 1992-2008 | Jean Plazanet          | PCF    |
| 2008-     | Bernard Leduc          |        |